# Internationale des fédérations anarchistes
Pour les articles homonymes, voir IFA.
L'Internationale des fédérations anarchistes (I.F.A.) est une organisation anarchiste internationale créée en 1968, basée sur le principe du synthésisme anarchiste.

## Histoire
L’I.F.A. est créée lors d'un congrès international à Carrare (Italie), entre le 31 août et le 5 septembre 1968. Cela se passa après le congrès qui avait eu lieu à Londres (entre le 25 juillet et le 1er août 1958) qui recréa un certain dynamisme et des volontés de se diriger vers une organisation anarchisme international.
Les militants et militantes qui se sont rencontrés au congrès de Londres se mirent d’accord pour dire que « l’Internationale anarchiste a pour origine la volonté et l’activité internationale des anarchistes, confirmées au congrès d'Amsterdam en 1907 et réaffirmées plusieurs fois depuis. Le congrès de l’Internationale anarchiste est le lieu où tout le mouvement participe ; c’est son moyen temporaire d’expression… » À côté de cela se constitua une commission anarchiste internationale (C.A.I.) chargée de maintenir les relations entre les congrès. L’importance d’un travail suivi, nécessaire au développement de l’action anarchiste organisée, a été reconnue.
Le congrès de Carrare, désiré à un moment crucial de la lutte sociale (dans la continuité de mai 68), fut la plaque tournante du travail qui avait été commencé à Londres et continué malgré de nombreuses contradictions. À Carrare, dans une atmosphère enflammée, on pouvait assister à la confrontation de diverses générations de militants, depuis les combattants de la révolution espagnole, combattants antifascistes, jusqu’aux jeunesses rebelles des barricades de l’Europe centrale. La perspective révolutionnaire, développée par les salariés et les étudiants, pour la première fois depuis la Seconde Guerre mondiale, trouva dans le congrès un moment très fort de confrontation et de vérification. Alors que d’un côté se confirmait la critique du marxisme, en rejetant l’illusion du marxisme libertaire, fut relancée, d’un autre côté, l’idée de l’importance du mouvement des travailleurs comme acteurs centraux d’une révolution antiautoritaire possible. En parallèle furent définies les bases pour une organisation internationale, avec une existence permanente. Le travail qui fut effectué, depuis lors, par la commission responsable (C.R.I.F.A. : Commission de relations de l’internationale des fédérations anarchistes) a permis la possibilité de garder un lien continu, un échange d’informations et une solidarité internationale.
Du 1er au 4 août 1971 se tint, à Paris, le second Congrès anarchiste international, dans la continuité du mouvement de protestation qui était encore en vigueur, mais de plus en plus maltraité. À Paris, les compagnons et compagnes rencontraient de plus en plus de difficultés avec l’action militante, ce qui mena certains groupes à la seule recherche de l’efficacité et à l’adoption de mécanismes de majorité pour le fonctionnement de l’organisation.
L’espoir de dépasser ces difficultés, et le no man's land dans lequel se trouvaient les organisations de masse, la forte présence des organisations à caractère bolchevik entraînèrent certaines personnes à créer toutes sortes de théories et à avoir une pratique distante du terrain anarchiste international.
La confrontation qui eut lieu permit une clarification qui eut un impact sur les situations nationales et qui a toujours un effet aujourd’hui. En réaffirmant la volonté organisationnelle du congrès de Carrare (1968), le congrès de Paris confirma sa volonté d’aller de l’avant, dans la même direction.
Le troisième congrès de l’I.F.A. eut lieu à Carrare (entre les 23 et 27 mars 1978, c’est-à-dire sept années après le précédent) en un moment spécial de la vie sociale et politique du pays d’accueil. En effet, Aldo Moro, président de la Démocratie chrétienne avait été enlevé par les Brigades rouges. Cette situation permit de passer à l’étape suivante, dans la définition de l’orientation collective de l’action anarchiste organisée. En développant une critique constructive de la lutte armée, le congrès développa la thèse selon laquelle « la violence révolutionnaire ne peut être comprise et acceptée sans l’existence parallèle d’un mouvement fort et organisé de travailleurs, d’accord sur les idées libertaires ». Le congrès rencontra différentes opinions sur le développement possible d’un tel mouvement, grâce au travail des militants anarchistes dans les différentes structures syndicales. La plupart de l’organisation reconfirma son accord avec les principes définis en 1968. La fédération française affirma, pour la première fois, au sein de l’Internationale, son choix pour un mouvement indépendant du mouvement des travailleurs et avec un profil autogestionnaire.
Le congrès décida d’avoir une position claire concernant les mouvements de lutte des femmes, qui étaient en forte croissance cette même année, et d’apporter des éléments de réflexions nouveaux pour tout le mouvement révolutionnaire : « L’I.F.A. soutient la révolte des femmes… L’I.F.A. ne considère pas le problème des femmes comme secondaire et ne se satisfait pas de discussions théoriques qui ne seront pas mises en pratique dans la vie de tous les jours ».
Le 4e congrès eut lieu huit ans plus tard, à Paris, entre le 31 octobre et le 3 novembre 1986. Il termine le cycle des luttes démarrées en 1968. Le congrès va notamment discuter de la lutte anti-impérialiste et des mouvements de libération nationale. Le congrès décide également d'un projet de solidarité avec la lutte populaire au Nicaragua et à Haïti, et accepte la proposition de création d’une commission de relations pour l’Amérique centrale et du Sud.
En ce qui concerne la situation syndicale, la situation antérieure fit apparaître deux positions différentes (premièrement : soutien à l’Association Internationale des Travailleurs (A.I.T.) uniquement ; deuxièmement : soutien d’une approche moins idéologique mais plus pragmatique avec participation aux grands syndicats réformistes).
En 1990 (du 1er au 4 novembre) eut lieu à Valence en Espagne le cinquième congrès de l’I.F.A., qui confirma le souhait de s’élargir au-delà des seuls quatre membres existants (F.A. francophone, F.A. italienne, F.A. bulgare, F.A. ibérique). Le nouveau pacte de l’I.F.A. confirmant sa nouvelle orientation en ce qui concerne sa relation avec les autres organisations anarchistes internationales est rédigé. L’Union des anarchistes bulgares (Bulgares en exil) réserve sa décision, souhaitant contacter les anarchistes bulgares de l’intérieur (F.A.C.B.). Finalement, l’Initiative pour une Fédération anarchiste en Allemagne (I.-A.F.D.) rejoint l’I.F.A. en 1991. L’A.N.O.R.G., petite organisation norvégienne, est refusée, à la suite de sa position de soutien à l’OTAN.

## Congrès
- Congrès de Carrare (31 août-5 septembre 1968)
- Congrès de Paris (1-4 août 1971)
- deuxième Congrès de Carrare (23-27 mars 1978)
- deuxième Congrès de Paris (31 octobre-3 novembre 1986)
- Congrès de Valence (1-4 novembre 1990)
- 6e congrès à Lyon en 1997.
- 7e congrès à Besançon en 2004.
- 8e congrès à Carrare en 2008.
- 9e congrès à Saint-Imier en 2012.
- 10e congrès à Francfort du 4 au 7 août 2016.
- 11e congrès à Ljubljana du 24 au 28 juillet 2019.

## Sections adhérentes à l'IFA
| Zone                      | Nom                                                                                          | Acronyme  | Publications                                      | Site web      |
| ------------------------- | -------------------------------------------------------------------------------------------- | --------- | ------------------------------------------------- | ------------- |
| Argentine                 | Federación Libertaria Argentina                                                              | FLA       | El Libertario (es)                                | Site officiel |
| Brésil                    | Iniciativa Federalista Anarquista no Brasil                                                  | IFAb      | ---                                               |               |
| Bulgarie                  | Fédération des anarchistes de Bulgarie (bg) (Федерация на анархистите в България)            | ФАБ / FAB | Svobodna misŭl                                    | Site officiel |
| Tchéquie Slovaquie        | Fédération anarchiste (cs) (Anarchistická federace)                                          | AF        | Existence, Klíčení, Zdola and A3                  | Site officiel |
| France Belgique Suisse    | Fédération anarchiste                                                                        | FA        | Le Monde libertaire                               | Site officiel |
| Allemagne Suisse          | Fédération des anarchistes germanophones (de) (Föderation deutschsprachiger Anarchist*innen) | FdA       | Gǎi Dào                                           | Site officiel |
| Italie                    | Fédération anarchiste italienne (Federazione Anarchica Italiana)                             | FAI       | Umanità Nova                                      | Site officiel |
| Espagne Portugal          | Fédération anarchiste ibérique (Federación Anarquista Ibérica/Federação Anarquista Ibérica)  | FAI       | Tierra y Libertad                                 | Site officiel |
| Angleterre Irlande Écosse | Fédération anarchiste (Anarchist Federation)                                                 | AF / AFed | Organise! and Resistance                          | Site officiel |
| Slovénie Croatie          | Fédération des anarchistes organisés (sl) (Federacija za anarhistično organiziranje)         | FAO       | Avtonomija, Anarhistka, Stavka and Društvo otpora | Site officiel |
| Mexique                   | Fédération anarchiste mexicaine (es) (Federacion Anarquista de Mexico)                       | FAM       |                                                   | Site officiel |
| Grèce                     | Anarchist Political Organisation (Αναρχική Πολιτική Οργάνωση)                                | APO / ΑΠΟ |                                                   | Site officiel |
| Kurdistan                 | Kurdush Anarchist Forum (Sekoy Anarkistani Kurdiy-zman)                                      | KAF       |                                                   | Site officiel |
| Sicile                    | Fédération anarchiste sicilienne (Federazione Anarchica Siciliana)                           | FAS       |                                                   | Site officiel |

### Sections en contact avec l'IFA
- Fédération anarchiste de Rio de Janeiro (Brésil) (Federação Anarquista do Rio de Janeiro)
- Worker Solidarity Federation - WSF Afrique du Sud
- Freedom (bimensuel anglophone)

### Vidéographie
- Chrisitian Mottier, Ni Dieu ni maître, Temps présent, Radio télévision suisse, 3 avril 1970, voir en ligne.